# Hayashi Daichi
Hayashi Daichi (林 大地 (Lâm Đại Địa)) (sinh ngày 23 tháng 5 năm 1997) là một cầu thủ bóng đá người Nhật Bản hiện đang thi đấu cho Sint-Truidense V.V..

## Sự nghiệp câu lạc bộ
Hayashi Daichi hiện đang chơi cho Sagan Tosu.